# Tutelina
Genre
Tutelina est un genre d'araignées aranéomorphes de la famille des Salticidae.

## Distribution
Les espèces de ce genre se rencontrent en Amérique.

## Liste des espèces
Selon World Spider Catalog (version 18.0, 25/05/2017) :
- Tutelina elegans (Hentz, 1846)
- Tutelina formicaria (Emerton, 1891)
- Tutelina harti (Emerton, 1891)
- Tutelina purpurina Mello-Leitão, 1948
- Tutelina rosenbergi Simon, 1901
- Tutelina similis (Banks, 1895)

## Publication originale
- Simon, 1901 : Histoire naturelle des araignées. Paris, vol. 2, p. 381-668 (intégral).